# Barbania
Barbania là một đô thị ở tỉnh Torino trong vùng Piedmont, có vị trí cách khoảng 25 km về phía bắc của Torino, nước Ý. Tại thời điểm ngày 31 tháng 12 năm 2004, đô thị này có dân số 1.538 người và diện tích là 12,8 km².
Barbania giáp các đô thị: Rivara, Busano, Rocca Canavese, Levone, và Vauda Canavese.